# Jeune Fille au ruban bleu (Greuze)
Pour les articles homonymes, voir Jeune Fille au ruban bleu.
La Jeune Fille au ruban bleu ou Tête de jeune fille au ruban bleu est un tableau de Jean-Baptiste Greuze,  non daté et de dimensions   45,5 × 39 cm.
Rattaché aux collections du musée du Louvre, le tableau est actuellement conservé au musée des Beaux-Arts de Rennes.

## Histoire du tableau
L'acquisition de ce tableau par l'état, résulte d'une saisie révolutionnaire en tant que biens d'émigrés lors de la révolution française .
Il est en dépôt au musée des Beaux-Arts de Rennes depuis 1934. Il a été restauré en 1970.